# Cirrospilus viridipronotum
Cirrospilus viridipronotum är en stekelart som först beskrevs av Girault 1915.  Cirrospilus viridipronotum ingår i släktet Cirrospilus och familjen finglanssteklar. Inga underarter finns listade i Catalogue of Life.